# Piotrowice, Nowe Miasto County
Piotrowice [pjɔtrɔˈvit͡sɛ] (tiếng Đức: Groß Peterwitz)  là một ngôi làng ở quận hành chính của Gmina Biskupiec, trong huyện Nowomiejski, Warmińsko-Mazurskie, ở miền bắc Ba Lan. Nó nằm khoảng 4 kilômét (2 mi)  phía bắc Biskupiec, 21 km (13 mi) về phía tây bắc của Nowe Miasto Lubawskie và 81 km (50 mi) về phía tây của thủ đô khu vực Olsztyn.